# Roxanne Meadows

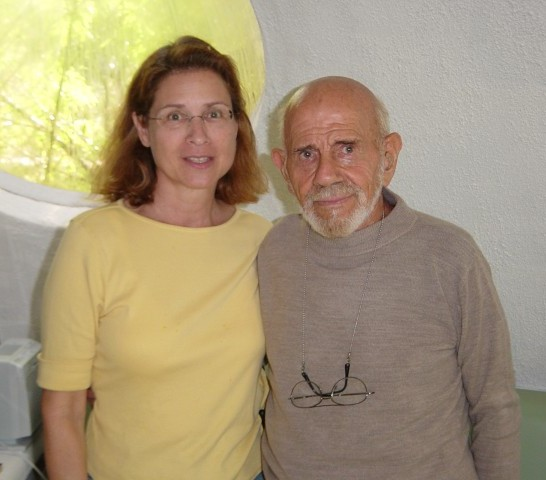
Roxanne Meadows y Jacque Fresco.

Roxanne Meadows (nacida el 12 de abril de 1948) es una  ilustradora técnica, arquitecta, creadora de modelos y científica. Desde 1985 ha trabajado en modelos y diseños para mejorar el desarrollo arquitectónico en Estados Unidos. Desde 1975 hasta 2017, Meadows trabajó junto con Jacque Fresco (1916-2017) para impulsar el Proyecto Venus (The Venus Project), el cual intenta encontrar alternativas que solucionen los problemas globales. 
Ha participado en el diseño y construcción de los edificios de dicho proyecto, incluyendo el centro de planeación.
Meadows también ha colaborado con Fresco en muchos escritos, sobre política, pobreza y guerra. Ha publicado una variedad de vídeos educativos desde hace algunos años, todos disponibles en la página web de su proyecto.
Su trabajo más reciente se titula "The Choice Is Ours" (La Elección es Nuestra) (2016) Youtube, un documental que explica las ideas del Proyecto Venus.
Junto con Fresco, ha conducido seminarios y conferencias alrededor del mundo, presentando sus ideas futuristas y dando a conocer el Proyecto Venus.
Meadows hizo una aparición en el documental Zeitgeist, donde explica las alternativas para resolver los problemas del mundo actual, desde un enfoque moderno y humanista, suprimiendo el sistema monetario que actualmente nos rige.

## Biografía
Roxanne Meadows nació el 12 de abril de 1948. Se graduó del Moore College of Art y obtuvo una Licenciatura en Bellas Artes del Maryland Institute of Art. Estudió dibujo, arquitectura y modelado con Jacque Fresco durante un largo periodo. Fue cofundadora de Architectural Arts Inc., que trabajó con clientes como Disney Development Corp. y Wilbraham and Monson Academy.
Durante su trabajo en el Proyecto Venus, produjo numerosas ilustraciones, maquetas y planos que se publicaron en diversas publicaciones o aparecieron en documentales y largometrajes, y también participó en el diseño y la construcción del centro de investigación. Desde el fallecimiento de Fresco en 2017, continúa impartiendo conferencias, impartiendo talleres y divulgando las ideas del proyecto.